# Ye Bi
Ye Bi (* 26. Mai 1994) ist ein chinesischer Snowboarder. Er startet vorrangig in den Paralleldisziplinen Slalom und Riesenslalom.

## Werdegang
Ye Bi gab sein internationales Debüt bei den Snowboard-Juniorenweltmeisterschaften 2012 in der spanischen Sierra Nevada. Nach Rang 21 im Parallel-Riesenslalom wurde er 19. im Parallelslalom. Ab Dezember 2012 startete Ye Bi im Snowboard-Europacup. Im Januar 2013 kam er erstmals im NorAm Cup zum Einsatz. Bei den Snowboard-Weltmeisterschaften 2013 in Stoneham belegte er zwei 42. Plätze in den Parallel-Disziplinen. Zwei Monate später wurde er zweimal 17. im Slalom wie im Riesenslalom bei den Snowboard-Juniorenweltmeisterschaften 2013 in Erzurum. Am 13. Dezember 2013 kam er in Carezza erstmals im Snowboard-Weltcup zum Einsatz, verpasste aber Weltcup-Punkte deutlich. Auch in Bad Gastein und Rogla gelang ihm keine Platzierung in den Punkterängen. Im März 2014 wurde er Zweiter bei den Nationalen Juniorenmeisterschaften, welche in Kanada stattfanden. An gleicher Stelle erreichte er wenige Tage später zweimal die Punkteränge im Europacup. Bei den Snowboard-Weltmeisterschaften 2015 erreichte er jeweils den 40. Platz im Parallel-Slalom sowie im Parallel-Riesenslalom. Wenige Wochen später erreichte er im NorAm Cup erstmals die Top 10. Dies gelang ihm im Europacup erstmals im Dezember 2016 beim Rennen in Hochfügen. Am 5. Februar 2017 erreichte Ye Bi im bulgarischen Bansko erstmals die Weltcup-Punkteränge und wurde 25. im Parallel-Riesenslalom. Selbiges gelang ihm auch eine Woche später in Pyeongchang. Bei den folgenden Winter-Asienspielen 2017 in Sapporo erreichte er zwei sechste Plätze. Bei den Snowboard-Weltmeisterschaften 2017 in der Sierra Nevada erreichte er die Plätze 25 im Parallel-Slalom und 34 im Parallel-Riesenslalom.